# Camillo Sbarbaro
Camillo Sbarbaro (Santa Margherita Ligure, 12 gennaio 1888 – Savona, 31 ottobre 1967) è stato un poeta, scrittore e aforista italiano.
Vissuto sempre in Liguria, terra da lui amata, si pose all'attenzione del mondo letterario con la raccolta Pianissimo del 1914 che gli permise un'intensa collaborazione con riviste tra cui La Voce. Nelle sue poesie il disagio esistenziale è sempre espresso con modalità pacate, sommesse; la sua lirica, scarna ed essenziale, descrisse con colori suggestivi i paesaggi liguri, richiamandosi alla tradizione pascoliana. Fu anche erborista e lichenologo di fama internazionale; le sue raccolte di licheni sono state acquistate ed esposte da numerosi musei.
(Camillo Sbarbaro, Pianissimo)

## Biografia
Camillo (all'anagrafe Pietro) Sbarbaro nasce a Santa Margherita Ligure il 12 gennaio 1888. Il padre Carlo era ingegnere e architetto, figura molto amata dal poeta al quale dedicherà due note poesie nella sua seconda raccolta di versi Pianissimo.
La madre, Angiolina Bacigalupo, che era ammalata di tubercolosi, muore molto presto, nel 1893,  e il piccolo Camillo e la sorellina Clelia verranno allevati dalla zia Maria detta Benedetta, tanto adorata dal poeta che le dedicherà le poesie di Rimanenze.
Nel 1894 la famiglia si trasferisce nella cittadina ligure di Varazze dove Camillo inizierà le scuole elementari e in seguito il Ginnasio presso l'Istituto dei Salesiani. Nel 1904 avviene il trasferimento a Savona dove il giovane si iscrive al Liceo Gabriello Chiabrera e intanto conosce lo scrittore Remigio Zena, che, letti alcuni versi del giovinetto, ne incoraggia il proseguimento. Al Chiabrera avrà come insegnante di filosofia Adelchi Baratono che lo arricchirà intellettualmente e spiritualmente.
Nel 1908 consegue il diploma di licenza e nel 1910 trova lavoro presso l'industria siderurgica di Savona. Il suo esordio di poeta avviene nel 1911 con la raccolta Resine. Nello stesso anno si trasferisce a Genova. Nel 1914 pubblica la raccolta di poesie Pianissimo e nello stesso anno si reca a Firenze dove ha modo di conoscere Ardengo Soffici, Giovanni Papini, Dino Campana, Ottone Rosai e altri artisti e letterati che facevano riferimento alla rivista La Voce. La raccolta ottiene grande consenso e verrà prontamente apprezzata da critici come Giovanni Boine ed Emilio Cecchi.
Quando scoppia la grande guerra, Sbarbaro lascia l'impiego e si arruola come volontario nella Croce Rossa Italiana e nel febbraio del 1917 viene richiamato alle armi. A luglio parte per il fronte.
Scrive in questo periodo le prose di Trucioli che verranno pubblicate nel 1920 a Firenze da Vallecchi.
Nel 1919 la rivista Riviera Ligure gli dedica interamente il suo ultimo fascicolo. Durante l'estate rientra a Genova, frequenta con assiduità Pierangelo Baratono e il gruppo di intellettuali che fanno riferimento al poeta Ceccardo Roccatagliata Ceccardi.
Lasciato il lavoro si guadagna da vivere con le ripetizioni di greco e di latino appassionandosi sempre di più alla botanica e dedicandosi alla raccolta e allo studio dei licheni, sua vera passione.
Conosce intanto Eugenio Montale, che per primo aveva recensito le prose di Trucioli, e frequenta i pittori Adriano Grande, Fausto e Oscar Saccorotti, Paolo Rodocanachi e lo scultore Francesco Messina.
Nel 1921 inizia a collaborare alla "Gazzetta di Genova" con articoli sulla Liguria.
Nel 1927 accetta l'incarico di insegnamento per greco e latino presso l'Istituto Arecco di Genova dei padri Gesuiti, ma è costretto ad abbandonare la cattedra perché non accetta di essere tesserato al Fascio. Esce intanto nel 1928 il volume Liquidazione che contiene alcune tra le prose scritte negli anni del dopoguerra.
Continua lo studio e la raccolta appassionata sui licheni e in quello stesso anno vende a Stoccolma il suo primo erbario di muscinee.
Gli anni tra il 1928 e il 1933 Sbarbaro li trascorre compiendo numerosi viaggi all'estero e quando è in patria frequenta assiduamente un gruppo di amici letterati e artisti che si riuniscono nella casa di Paolo e Lucia Rodocanachi ad Arenzano o nella casa degli amici Elena De Bosis e Leone Vivante a Solaia, nella campagna senese.
Nel 1933 Sbarbaro inizia la collaborazione alla Gazzetta del Popolo di Torino. Scrive intanto il nuovo libro Calcomanie che, a causa della censura, non potrà vedere la luce se non nel 1940 in una ventina di copie dattiloscritte da distribuire agli amici.
Quando il 9 febbraio del 1941 Genova viene colpita da bombardamento navale, il poeta si trasferisce a Spotorno con la zia e la sorella e vi rimane fino al 1945 dando inizio ad un'intensa attività di traduttore di autori classici greci e francesi.
Nel 1945 ritorna a Genova ma nel 1951 si trasferisce definitivamente a Spotorno. È di questi anni l'intensa collaborazione a numerose riviste come Officina, Letteratura, Itinerari, Ausonia, La Fiera Letteraria, Il Mondo. Nel 1949 vince il premio letterario Saint-Vincent e nel 1955 il premio Etna-Taormina. Sempre in questo anno pubblica l'opera Rimanenze che raccoglie le sue ultime poesie.
Gli ultimi anni di attività letteraria saranno dedicati, dopo il volume dei Fuochi fatui (1956), ad esili raccolte di prose: Gocce (1963), Il "Nostro" e nuove Gocce  (1964), Contagocce 1965), Bolle di sapone (1966), Vedute di Genova (1966), Quisquilie (1967).
Conosce nel 1961 Arrigo Bugiani e inizia la collaborazione ai Libretti di Mal'aria.
Nel 1962 riceve dall'Accademia Nazionale dei Lincei il Premio Feltrinelli per la Letteratura.
Aggravatosi il suo stato di salute viene ricoverato all'Ospedale San Paolo di Savona dove muore il 31 ottobre 1967.
A lui sono dedicate strade in alcune città d'Italia

## Poetica
La poetica di Sbarbaro, leopardiana ma dai toni crepuscolari, viene assimilata a quella di altri poeti liguri come Ceccardo Roccatagliata Ceccardi, Mario Novaro, Giovanni Boine ma, soprattutto, al Montale di Ossi di seppia (che a Sbarbaro dedicò una sezione di questa raccolta e la poesia "Epigramma" in cui lo definì un "estroso fanciullo").
Ugualmente Sbarbaro fu in grado di descrivere con leggere pennellate poetiche il paesaggio della sua terra, quella Liguria tanto amata dalla quale non volle mai staccarsi. Scrittore di controllatissima misura, scevro di ogni retorica ma capace di un'essenzialità e di una visionarietà poetica scarna quanto profondamente suggestiva, Sbarbaro fu anche traduttore di importanti classici, da Eschilo a Sofocle, da Euripide ad Erodoto e Pitagora, ma anche di Molière, Stendhal, Balzac, Maupassant, Flaubert, Zola, Joris-Karl Huysmans.

## La passione per la botanica
Appassionato di licheni, pubblicò inoltre vari Contributi lichenologici. Era uno dei più rinomati catalogatori e classificatori a livello internazionale.
La sua importante collezione di licheni è stata da lui stesso donata al Museo di Storia Naturale di Genova. Molti campioni da lui raccolti e catalogati sono custoditi presso musei botanici e dipartimenti universitari europei e americani. Molto importante il suo contributo alla collezione del Field Museum di Chicago, negli USA. Delle 127 nuove specie descritte da Sbarbaro, una ventina porta il suo nome.

## Estratti
Ora che sei venuta,
che con passo di danza sei entrata
nella mia vita
quasi folata in una stanza chiusa -
a festeggiarti, bene tanto atteso,
le parole mi mancano e la voce
e tacerti vicino già mi basta
C. Sbarbaro, da "Ora che sei venuta" ("Rimanenze", 1955)
Capisco, adesso, perché questa passione
ha attecchito in me così durevolmente:
rispondeva a ciò che ho di più vivo,
il senso della provvisorietà.
Sicché, per buona parte della vita, avrei raccolto,
dato nome, amorosamente messo in serbo....
neppure delle nuvole o delle bolle di sapone
- che per un poeta sarebbe già bello;
ma qualcosa di più inconsistente ancora:
delle effervescenze, appunto.
C. Sbarbaro. "Licheni"

## Opere

### Poesia
- Resine, Caimo, Genova 1911; Garzanti, Milano 1948; ed. critica a cura di Giampiero Costa, Scheiwiller, Milano, 1988.
- Pianissimo, Edizioni de "La Voce", Firenze 1914; Neri Pozza, Venezia 1954; Marsilio, Venezia, 2001.
- Rimanenze, All'insegna del pesce d'oro, Milano, 1955; 1956 2.
- Primizie, Scheiwiller, Milano, 1958.
- Poesie, All'insegna del pesce d'oro, Milano 1961; 19712; 19733; 19834 .
- Poesia e prosa, a cura di Vanni Scheiwiller, prefazione di Eugenio Montale, "Oscar", n. 916, Mondadori, Milano, 1979.
- L'opera in versi e in prosa, a cura di Gina Lagorio e Vanni Scheiwiller, Scheiwiller-Garzanti, Milano, 1985; 19993 .
- Versi a Dina, All'insegna del pesce d'oro, Milano, 1987.
- Senza rumor di parole, antologia degli scritti in versi e in prosa a cura di Giampiero Costa, All'insegna del pesce d'oro, Milano, 1997.
- Poesie e prose, a cura di Giampiero Costa, Mondadori - Meridiani, Milano, 2022

### Prosa
- Trucioli (1914-1918), Vallecchi, Firenze, 1920; Mondadori, Milano, 1948; 19632; Scheiwiller, Milano, 1990 (edizione critica a cura di Giampiero Costa).
- Liquidazione (1914-1918), Ribet, Torino, 1928.
- Fuochi fatui, All'insegna del Pesce d'Oro, Milano, 1956; 19582; Ricciardi, Milano-Napoli, 1962
- Scampoli, Vallecchi, Firenze, 1960.
- Gocce, Scheiwiller, Milano, 1963.
- "Il nostro" e nuove Gocce, con un saggio di Eugenio Montale, All'insegna del pesce d'oro, Milano, 1964.
- Contagocce, Scheiwiller, Milano, 1965.
- Cartoline in franchigia, Vallecchi, Firenze, 1966.
- Quisquilie, Scheiwiller, Milano, 1967.
- Una goccia rimasta fuori dal Contagocce, Cursi, Pisa, 1977.
- Poesia e prosa, a cura di Vanni Scheiwiller, prefazione di Eugenio Montale, "Oscar" n. 916, Mondadori, Milano, 1979.
- Caro Barile, ho letto Primasera, a cura di Giovanni Farris, Sabelli, Savona, 1981.
- Il mio primo vagito, a cura di Giovanni Farris, Savelli, Savona, 1982.
- Dediche a Barile, con un testo inedito di Angelo Barile, Sabatelli, Savona, 1983.
- L'opera in versi e in prosa, a cura di Gina Lagorio e Vanni Scheiwiller, Scheiwiller-Garzanti, Milano, 1985; 19993.
- «Trucioli» dispersi, a cura di Giampiero Costa e Vanni Scheiwiller, Scheiwiller, Milano ,1986.
- Camillo Sbarbaro: la Liguria, il mondo, a cura di Domenico Astengo e Vanni Scheiwiller, prefazione di Gina Lagorio, Carige, Genova - Scheiwiller, Milano, 1997.
- Senza rumor di parole, antologia degli scritti in versi e in prosa a cura di Giampiero Costa, All'insegna del pesce d'oro, Milano, 1997.
- Trucioli di Liguria, antologia a cura di Stefano Verdino, prefazione di Margherita Dalmati, De Ferrari & Devega, Genova, 2002.

#### Lettere
- Autoritratto (involontario) di Elena De Bosis Vivante da sue lettere, All'insegna del pesce d'oro, Milano, 1963; saggio introduttivo e note di Riccardo Donati, Fondazione Giorgio e Lilli Devoto-Edizioni San Marco dei Giustiniani, Genova, 2014.
- La trama delle lucciole: lettere ad Angelo Barile (1919-1937), a cura di Domenico Astengo e Franco Contorbia, Genova, San Marco dei Giustiniani, 1979.
- Il paradiso dei licheni: lettere a Elio Fiore (1960-1966), a cura di Alessandro Zaccuri, All'insegna del pesce d'oro, Milano, 1991.
- Il bisavolo: lettere a Tilde Carbone Rossi (1940-1967), a cura di Domenico Astengo, San Marco dei Giustiniani, Genova, 2003.
- Cara Giovanna: lettere di Camillo Sbarbaro a Giovanna Bemporad (1952-1964), con uno scritto di Gina Lagorio, a cura di Anna Benucci Serva, Archivi del '900, Milano, 2004.
- Lettere ad Adriano Guerrini (1954-1967), a cura di Davide Puccini, San Marco dei Giustiniani, Genova, 2009.
- Lettere a Giorgio Caproni (1956-1967), a cura di Antonella Padovani Soldini, San Marco dei Giustiniani, Genova, 2010.
- Lettere a Enrico Falqui (1928-1967), a cura di Diego Divano, Fondazione Giorgio e Lilli Devoto-Edizioni San Marco dei Giustiniani, Genova, 2012.
- Lettere a Giovanni Giudici (1955-1962), a cura di Francesca Colombi e Simona Morando, San Marco dei Giustiniani, Genova, 2021.

### Traduzioni
- Stendhal, Armance, Einaudi, Torino, 1927.
- Gustave Flaubert, Salammbô, Einaudi, Torino, 1943.
- Sofocle, Antigone, Bompiani, Milano, 1943; SE, Milano, 1994.
- Joris Karl Huysmans, Controcorrente oppure A rovescio (À rebours), Gentile, Milano, 1944; All'insegna del pesce d'oro, Milano, 1968; Rusconi Libri, Milano, 1972; Garzanti, Milano, 1975.
- Stendhal, La certosa di Parma, Einaudi, Torino, 1944.
- Jules Amédée Barbey d'Aurevilly, Le diaboliche, Bompiani, Milano, 1945; SE, Milano, 2004.
- Euripide, Il ciclope, Editrice ligure Arte e Lettere, Genova, 1945; All'insegna del pesce d'oro, Milano, 1960; Einaudi, Torino, 1965; in appendice a Paolo Zoboli, Sbarbaro e i tragici greci, V & P, Milano, 2005.
- Gustave Flaubert, Tre racconti, Bompiani, Milano, 1945; Libri Scheiwiller, Milano, 1987; SE, Milano, 2008; Feltrinelli, Milano, 2009.
- Guy de Maupassant, Il porto e altri racconti, Bompiani, Milano, 1945.
- Villiers de l'Isle-Adam, Storie insolite e Racconti crudeli, Bompiani, Milano, 1945.
- Jules Supervielle, La figlia del mare aperto, Gentile, Milano, 1946.
- Honoré de Balzac, La pelle di zigrino, Einaudi, Torino, 1947; Mondadori, Milano, 1958.
- Eschilo, Prometeo incatenato, Bompiani, Milano, 1949.
- Henry Poulaille, Pane quotidiano, Mondadori, Milano, 1949.
- Roger Martin du Gard, Les Thibault, Mondadori, Milano, 1951; Utet, Torino, 1966.
- Émile Zola, Germinale, Einaudi, Torino, 1951; Editori Riuniti, Roma, 1959; Mondadori, Milano, 1976; Einaudi, Torino, 1994.
- Euripide, Alcesti, Bompiani, Milano, 1952.
- Julien Green, Varuna, Mondadori, Milano, 1953; Corbaccio, Milano, 1993; TEA, Milano, 1996.
- Pitagora, I versi d'oro, Vanni Scheiwiller, Milano, 1958.
- Henry de Montherlant, Port-Royal, Bompiani, Milano, 1961.
- Gustave Flaubert, Bouvard et Pécuchet, Einaudi, Torino, 1964; Mondadori, Milano, 1968; Einaudi, Torino, 1982.
- Giovanni Pascoli, Pascoli [latino] tradotto da Sbarbaro, Libri Scheiwiller, Milano, 1984.
- Henry de Montherlant, Malatesta: dramma in quattro atti, Raffaelli, Rimini, 1995.

### Studi su Sbarbaro
- Giorgio Taffon, Le parole di Sbarbaro: studio sul lessico poetico di Camillo Sbarbaro, con le concordanze di "Resine", "Primizie" e poesie sparse, Bonacci, Roma, 1985.
- Giuseppe Savoca, Concordanza delle poesie di Camillo Sbarbaro: concordanza, liste di frequenza, indici, introduzione di Marziano Guglielminetti, Olschki, Firenze, 1989.
- Antonello Perli, La parola necessaria. Saggio sulla poetica di Sbarbaro, Ravenna, Giorgio Pozzi, 2008.
- Monica Lanzillotta, L'ultima opera in versi di Sbarbaro: Il Ciclope di Euripide, in Scrittori che traducono scrittori. Traduzioni 'd'autore' da classici latini e greci nella letteratura italiana del Novecento, a cura di E. Cavallini, Alessandria, Edizioni dell'Orso, 2017, pp. 77–92.